# Bard College
Bard College (Colegiul [universitar] Bard), fondat în 1860 sub numele de Saint Stephen's College (Colegiul Sfântului Ștefan), este un colegiu privat de arte liberale din localitatea Annandale-on-Hudson, statul New York, Statele Unite ale Americii. Campusul principal al Colegiului Bard este unul rural, fiind localizat în apropierea târgului (localitate urbană de ordin doi) Red Hook. Campusul este orientat spre fluviul Hudson și are o deschidere spre munții Catskill. Este, în același timp, parte a Districtului istoric al Fluviului Hudson, unul din Reperele Istorice Naționale.

## Istoric

### Origini și primii ani

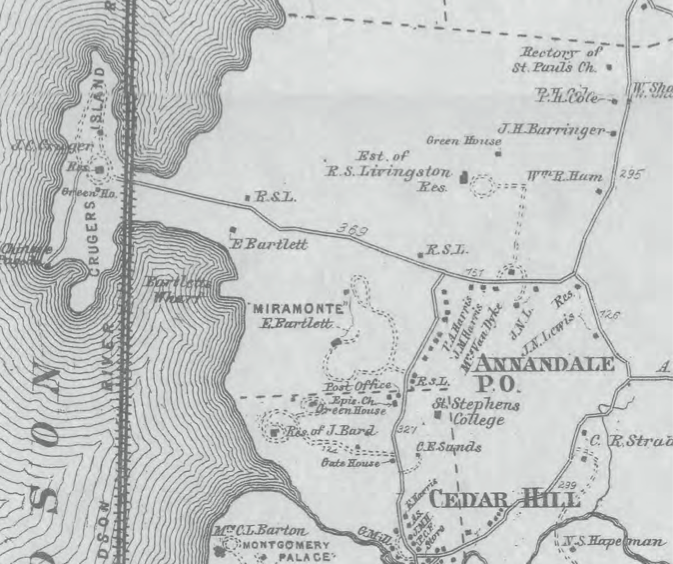
Hartă din 1867 indicând diferite imobile din Town of Red Hook

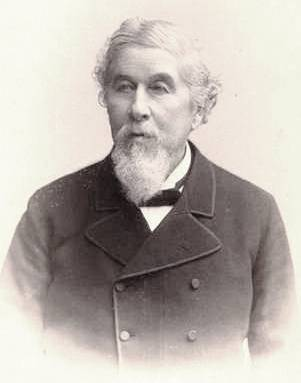
John Bard, fondator al Saint Stephen's College

De-a lungul secolului 19-lea, pământul deținut azi de Colegiul Bard a constat mai ales din diferite proprietăți imobiliare, putând diferite nume, așa cum au fost, Blithewood, Bartlett, Sands, Cruger's Island și Ward Manor/Almont. 
În 1853, John Bard și soția sa, Margaret Bard, a achiziționat o parte semnificativă a proprietății cunoscută ca Blithewood, pe care au redenumit-o Annandale. John Bard a fost nepotul (de bunic) al lui Samuel Bard, un doctor foarte cunoscut, fondator al Școlii Medicale al Columbia University și doctor personal al lui George Washington.  John Bard a fost de asemenea nepotul (de unchi) al reverendului John McVickar, unul din profesorii Universității Columbia. Înteaga familie a avut puternice legături (de diferite tipuri) cu Biserica Episcopală din Statele Unite și cu Universitatea Columbia.

### Creștere și secularizare

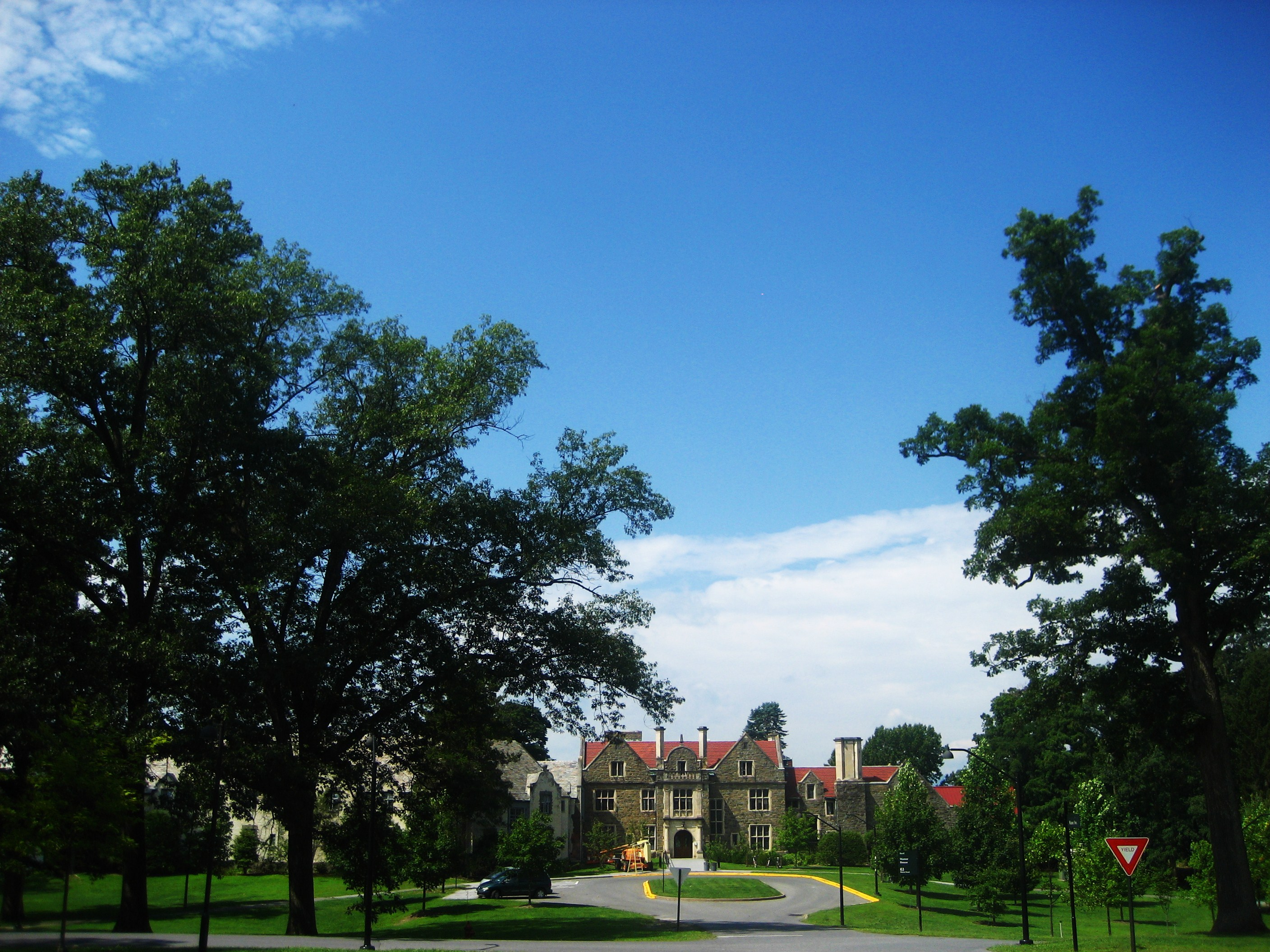
Ward Manor House now serves as a dormitory

În decursul secolului 20, schimbările din înalta societate a statului și orașului New York, au marcat declinul mariilor proprietăți imobiliare, fapt de care Bard College a profitat prin cumpărarea de alte terenuri, care au dus la actuala mărime a suprafeței deținute, de aproximativ 24 de hectare.

### Istorie recentă
In 1969, a police raid on Bard led a young Donald Fagen to write My Old School.  Fagen also wrote Rikki Don't Lose That Number about Rikki Ducornet, a faculty wife at Bard.

## Campus
The campus contains more than 70 buildings with a total gross building space of 1,167,090 square feet. Campus buildings represent varied architectural styles, but the campus remains heavily influenced by the Collegiate Gothic and Postmodern styles.

## Studii academice
Bard is a college of the liberal arts and sciences. In the undergraduate college, Bard offers Bachelor of Arts and Bachelor of Science degrees. There are 23 academic departments that offer over 40 major programs, as well as 12 interdisciplinary concentrations. The college was the first in the nation to offer a human rights major. In the 2011-2012 academic year, the college held 1,345 classes.

### Rankings and admissions
In its 2013 edition of college rankings, U.S. News and World Report ranked Bard the 38th best liberal arts college in the United States Forbes ranks Bard number 15 on a nationwide ranking of Return on Investment.

## Programs and associated institutes
Recently, Bard College acquired, on permanent loan, art collector Marieluise Hessel's substantial collection of important contemporary artwork. Hessel also contributed $8 million (USD) for the construction of a new wing at Bard's Center for Curatorial Studies building, in which the collection is exhibited.

## Sport, atletism
One of the more popular sports on campus is rugby. In the spring of 2006, Bard Women's Rugby joined the men's side, Bard Rugby Football Club, as an official team. In 2011, the Bard Women's and Men's Football teams joined the Liberty League tournament.

## Absolvenți și cadre didactice
- Norman Manea a fost unul din cei care au predat la Bard College.

## Galerie

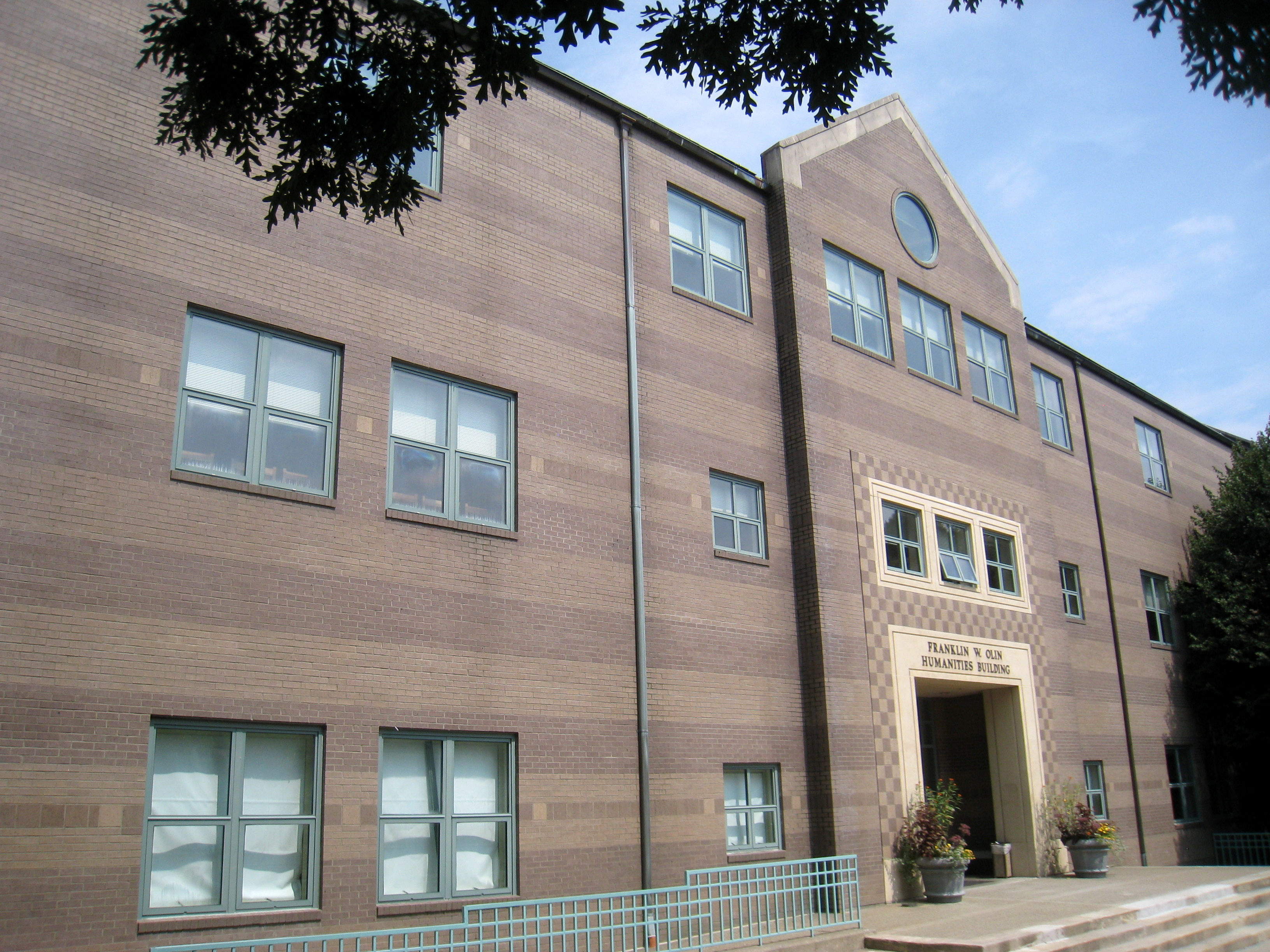
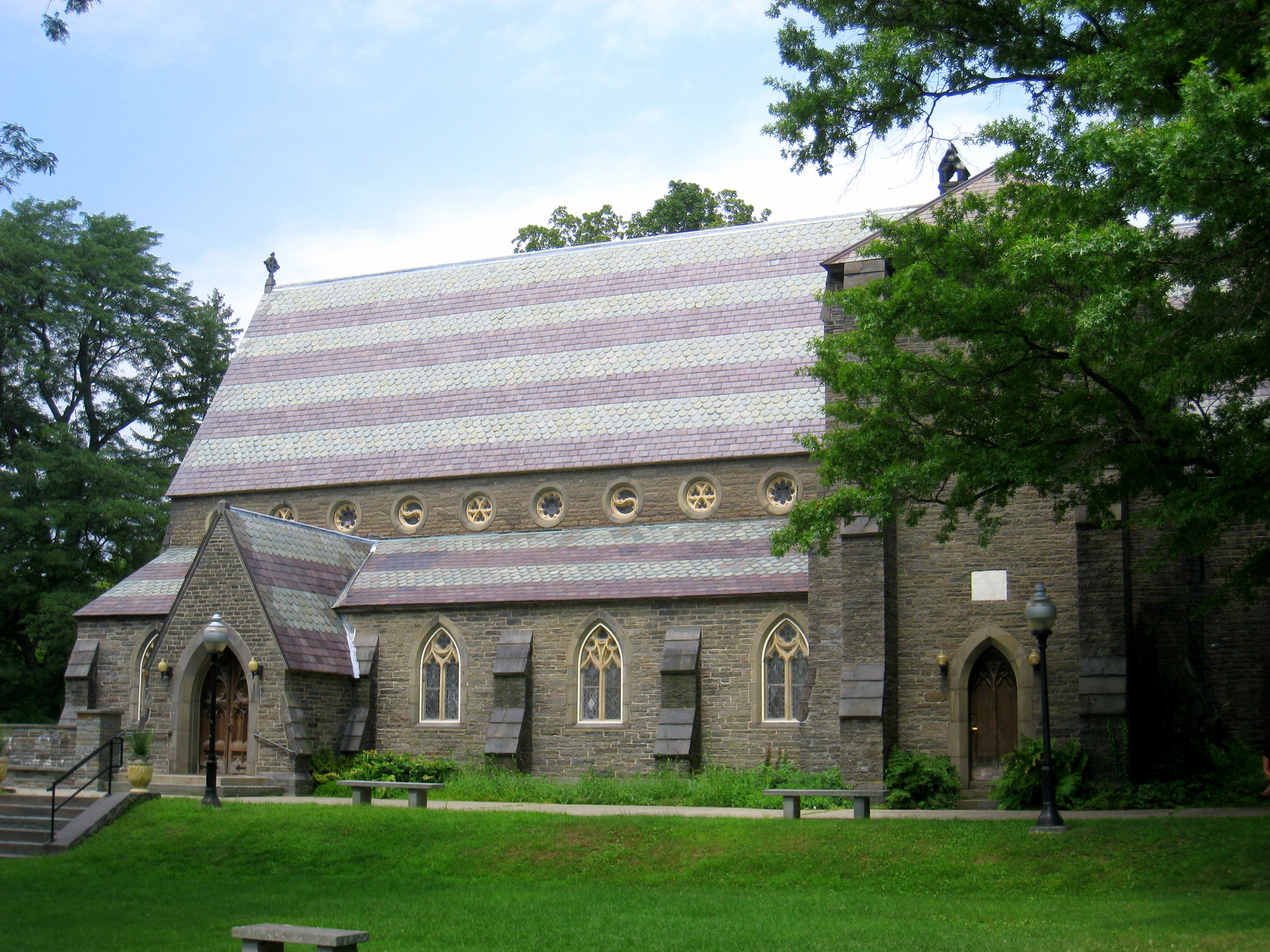
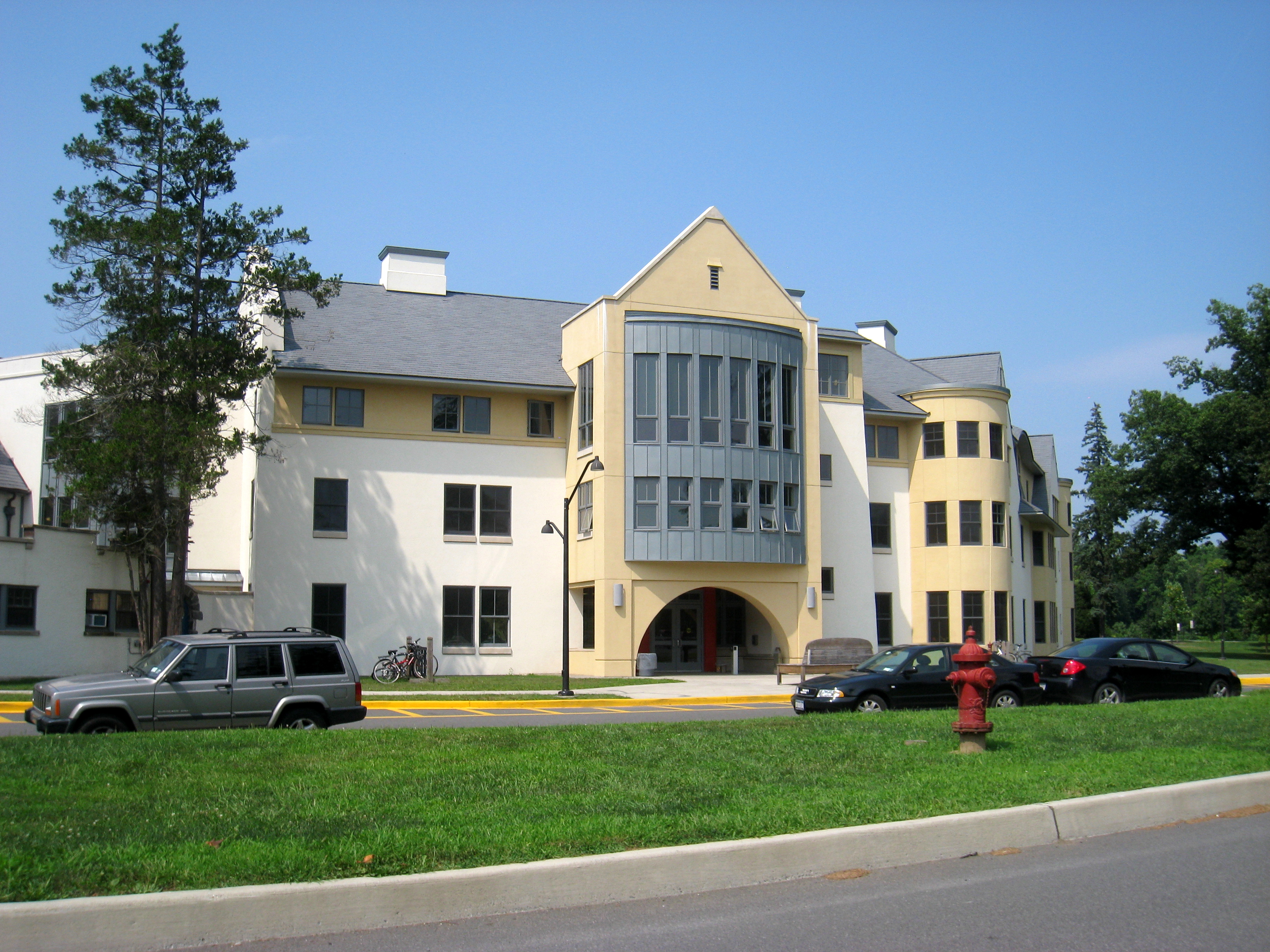
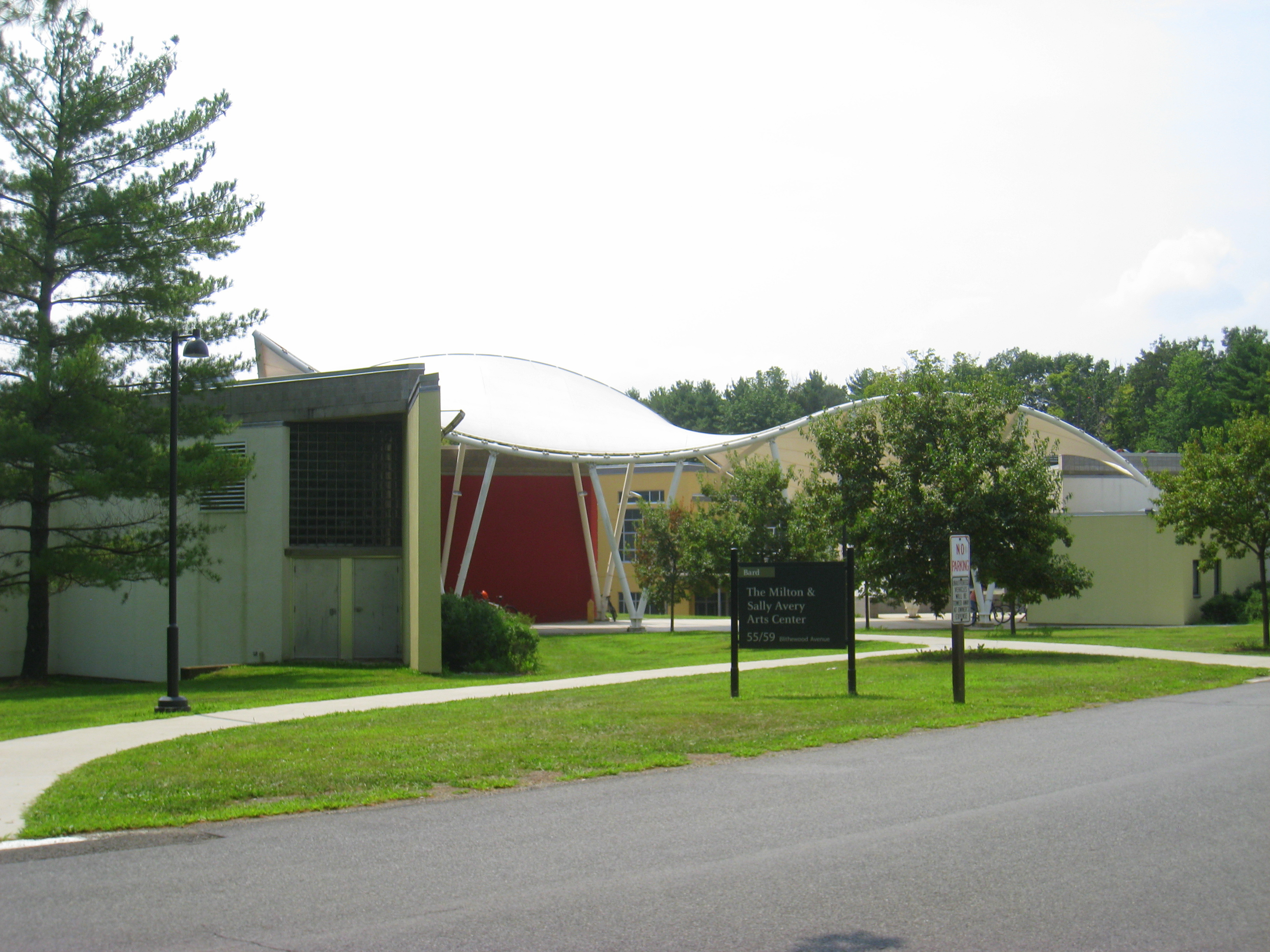
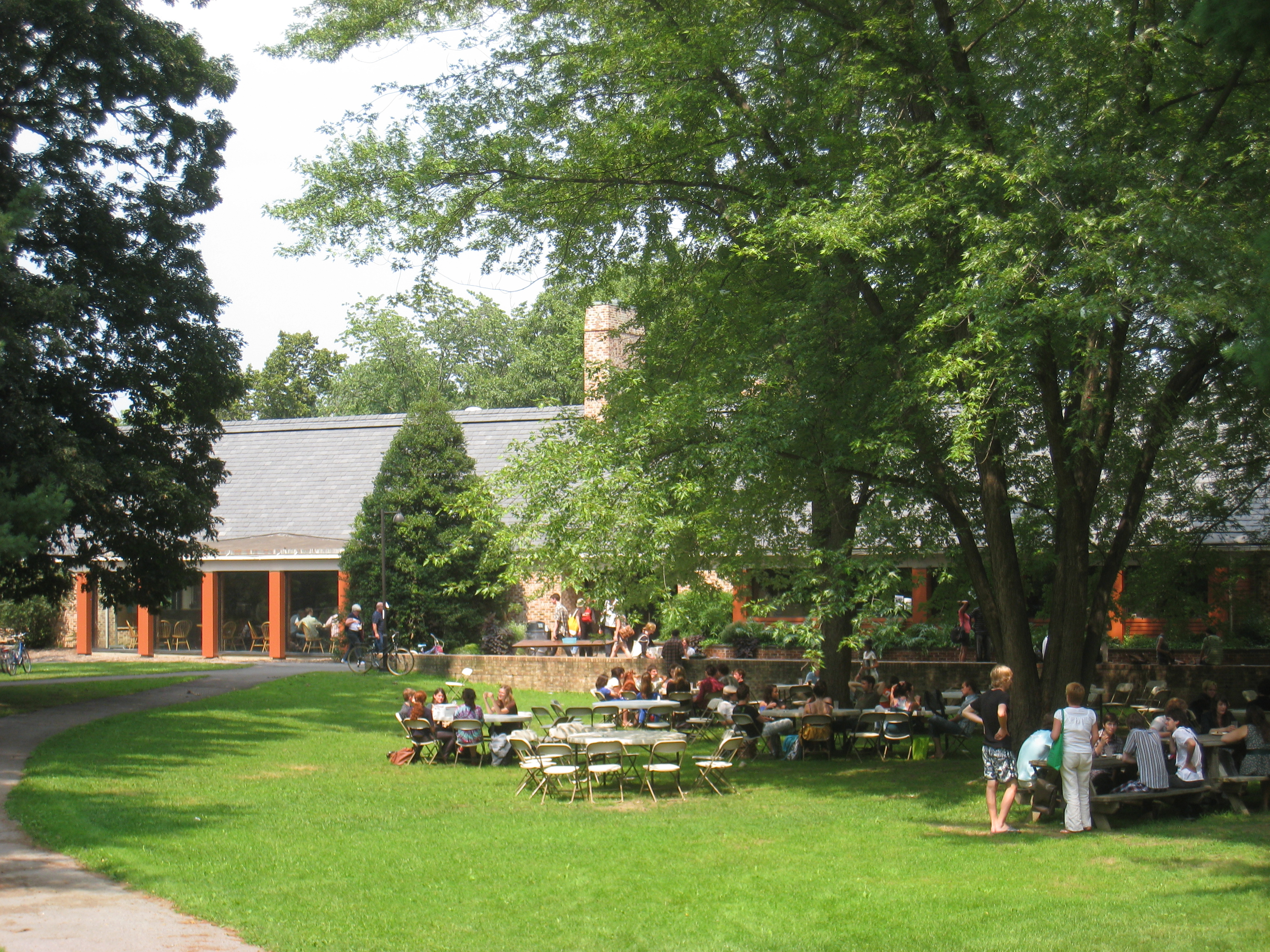
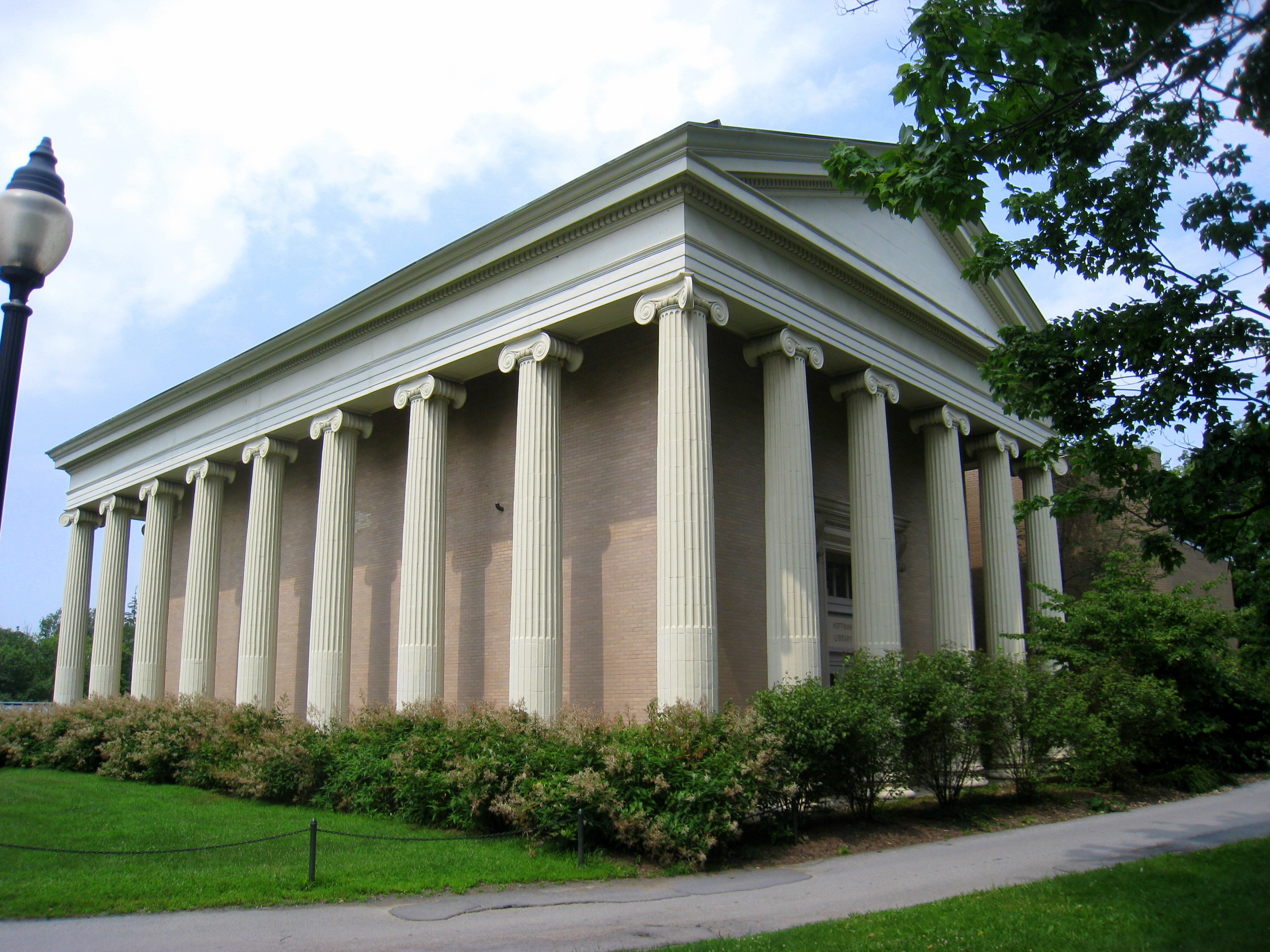
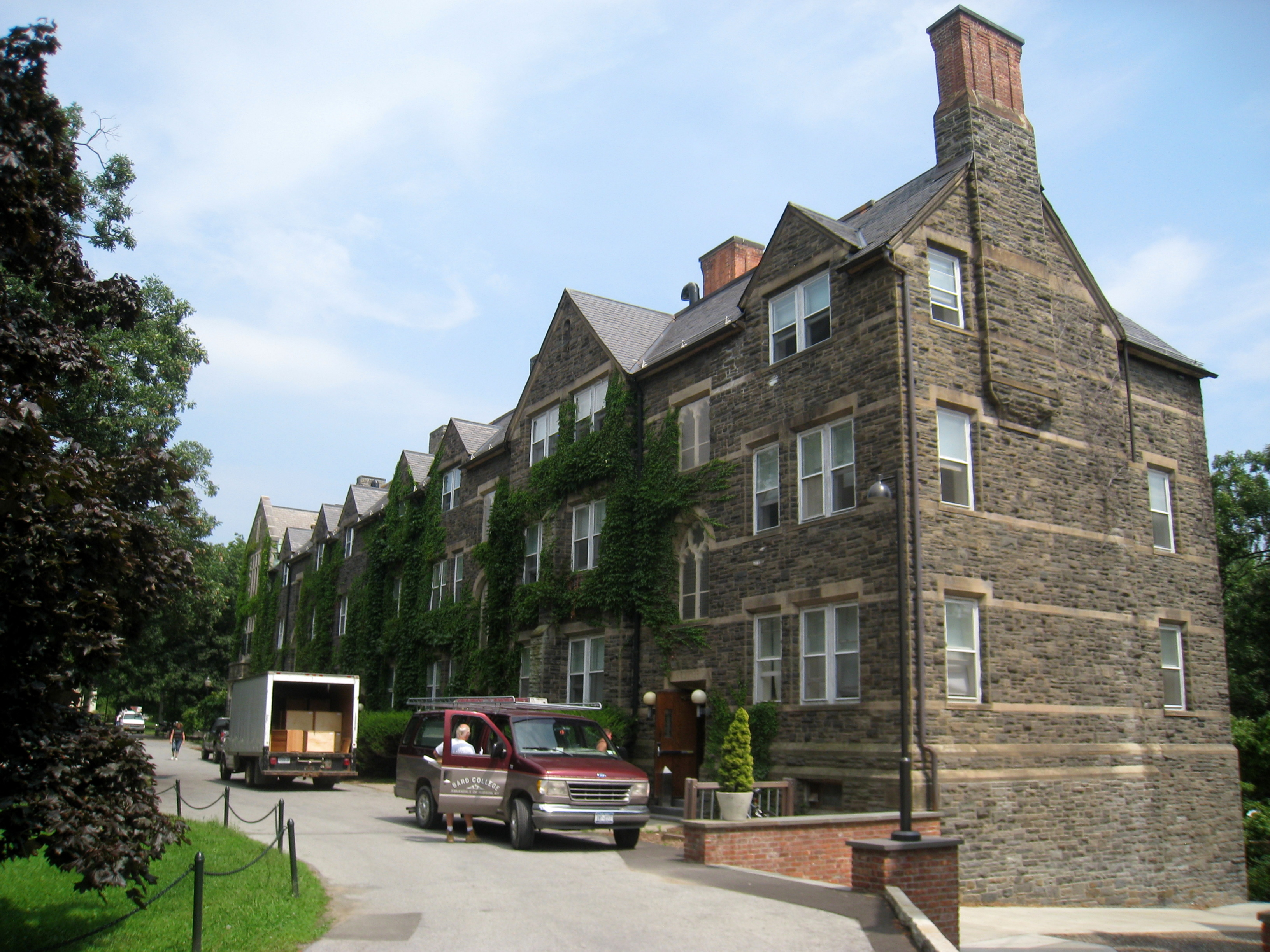
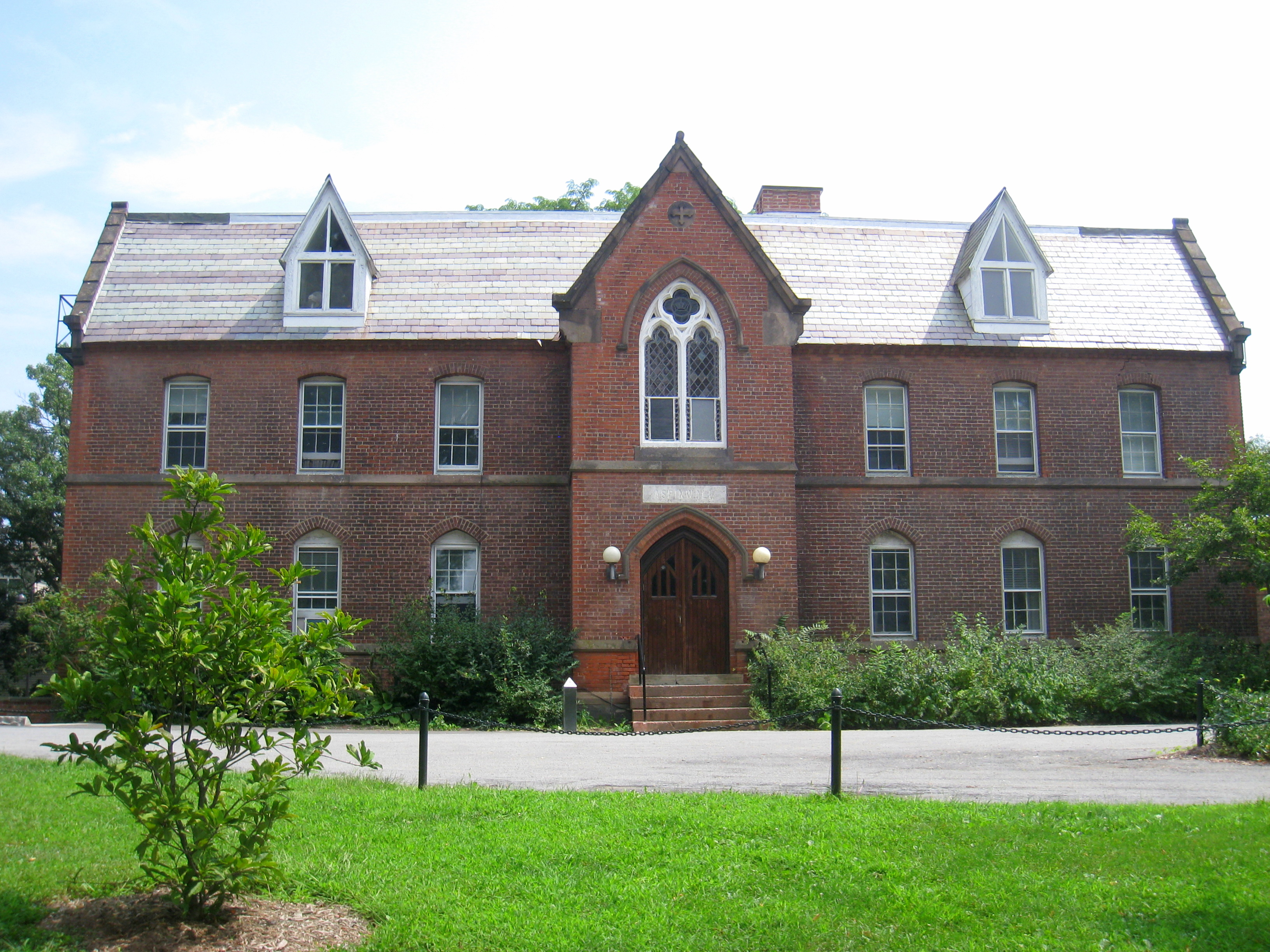
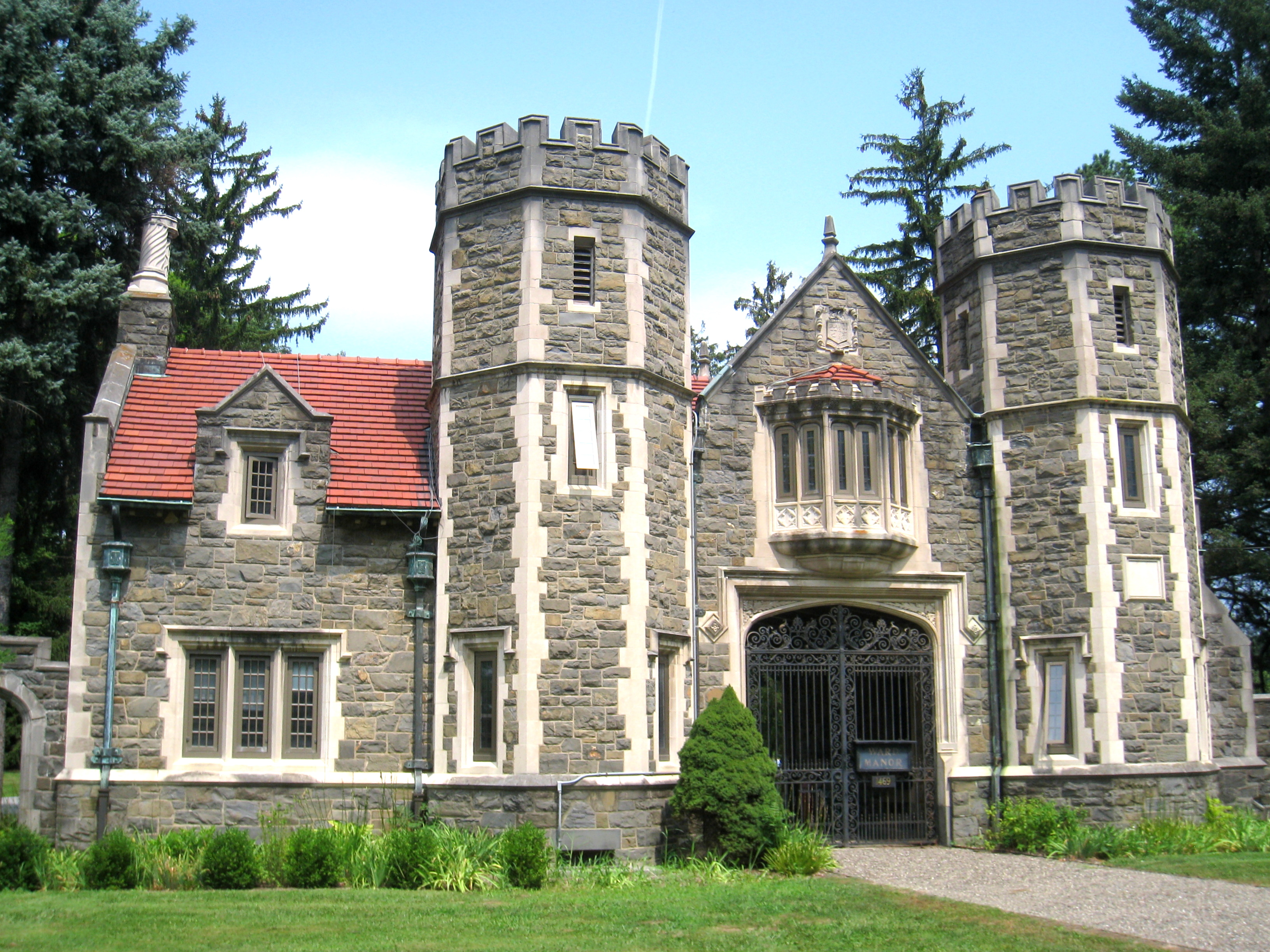
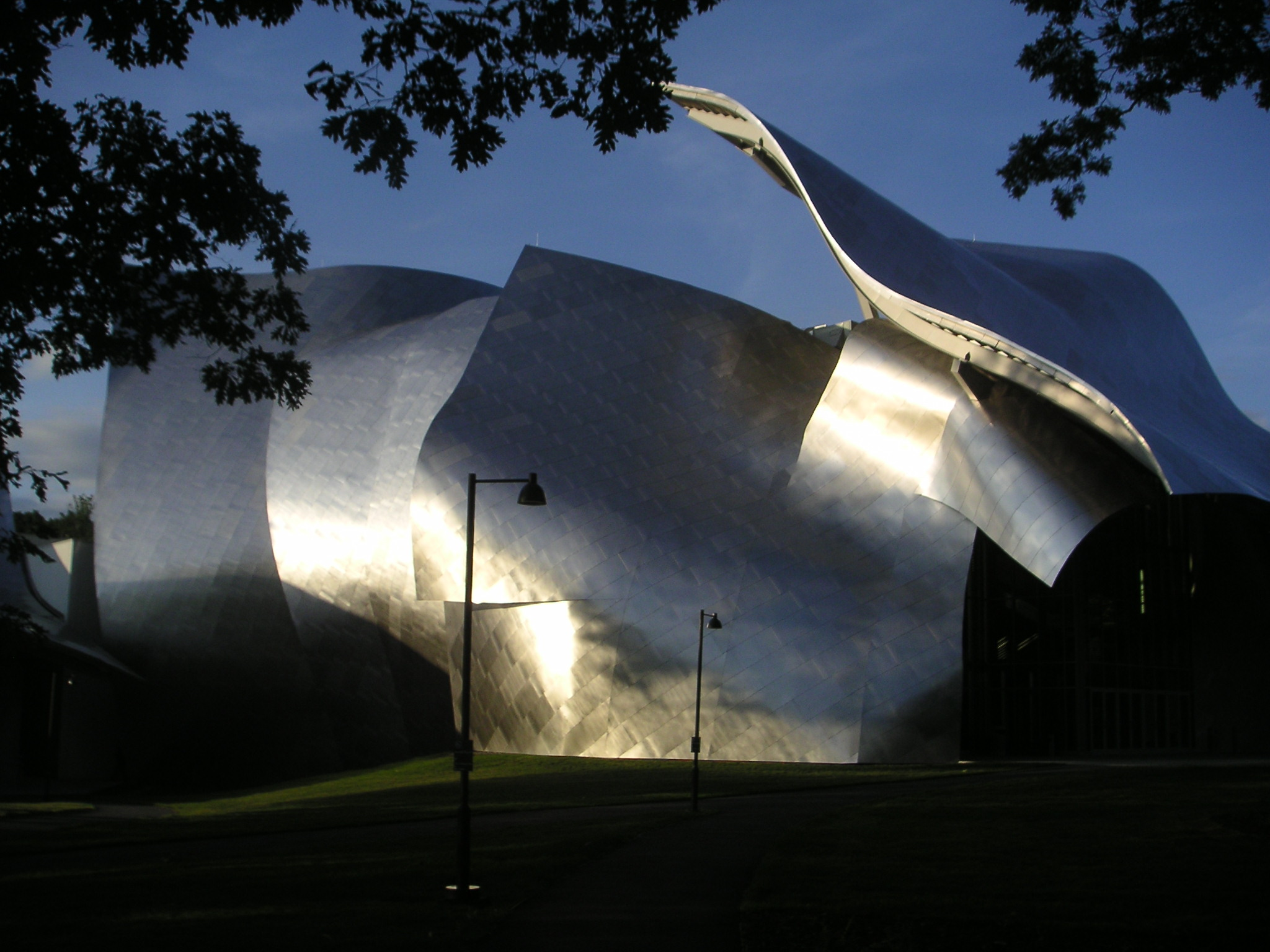
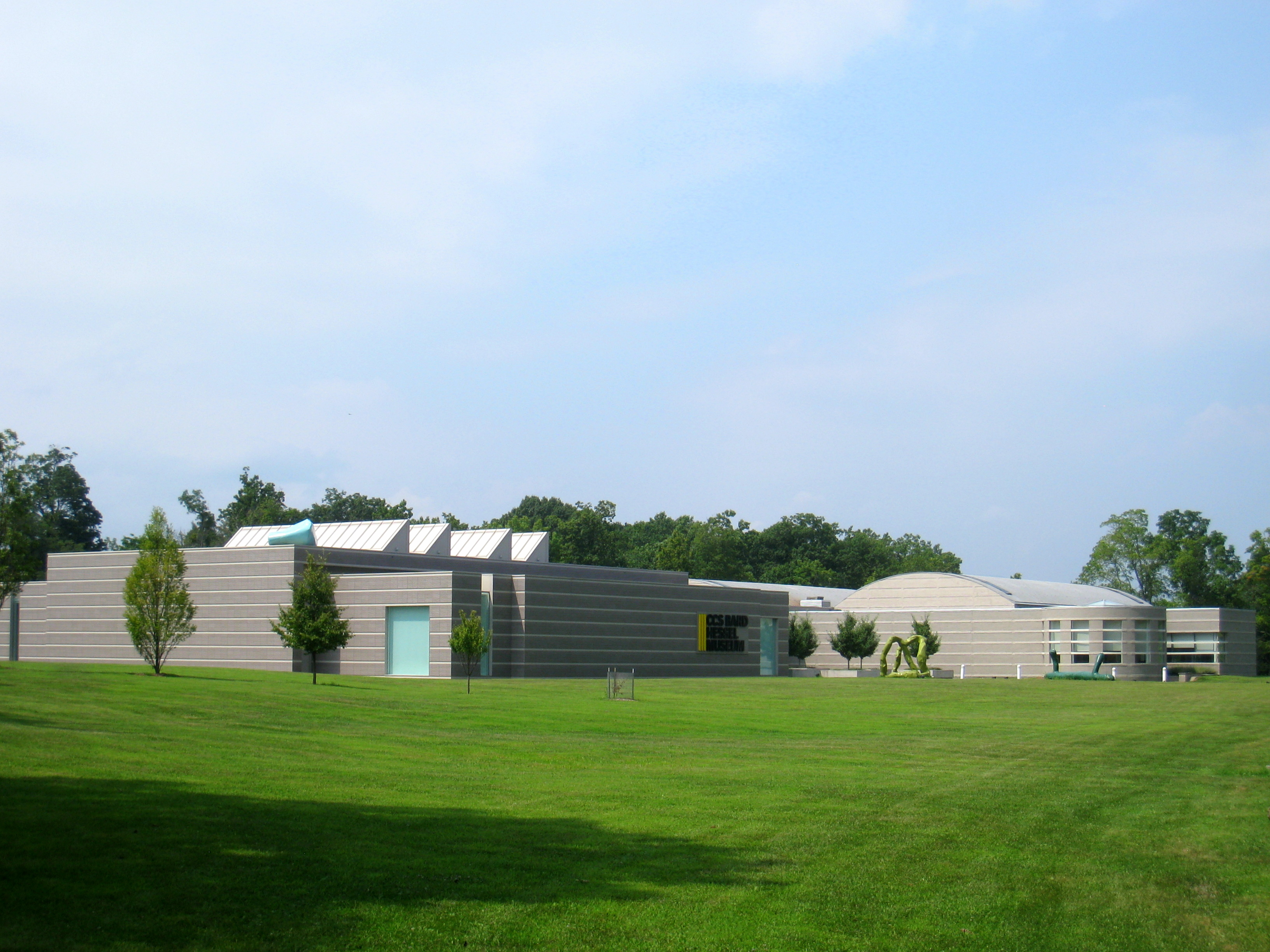